# Wereldkampioenschappen alpineskiën 2011
De wereldkampioenschappen alpineskiën 2011 werden van 8 tot en met 20 februari 2011 gehouden in Garmisch-Partenkirchen. Er stonden elf onderdelen op het programma, vijf voor mannen en vijf vrouwen plus een gemengde landenwedstrijd.

## Wedstrijdschema
| Datum       | Tijd          | Plaats              | Mannen            | Vrouwen           |
| ----------- | ------------- | ------------------- | ----------------- | ----------------- |
| 7 februari  | 18:00         | Gudiberg-Arena      | Openingsceremonie | Openingsceremonie |
| 8 februari  | 11:00         | Kandahar            |                   | Super-G           |
| 9 februari  | 11:00         | Kandahar            | Super-G           |                   |
| 11 februari | 10:00 / 14:00 | Kandahar / Gudiberg |                   | Super-combinatie  |
| 12 februari | 11:00         | Kandahar            | Afdaling          |                   |
| 13 februari | 11:00         | Kandahar            |                   | Afdaling          |
| 14 februari | 10:00 / 14:00 | Kandahar / Gudiberg | Super-combinatie  |                   |
| 16 februari | 11:00         | Kandahar            | Landenwedstrijd   | Landenwedstrijd   |
| 17 februari | 10:00 / 13:30 | Kandahar            |                   | Reuzenslalom      |
| 18 februari | 10:00 / 13:30 | Kandahar            | Reuzenslalom      |                   |
| 19 februari | 10:00 / 13:30 | Gudiberg            |                   | Slalom            |
| 20 februari | 10:00 / 13:30 | Gudiberg            | Slalom            |                   |

## Medailles

### Mannen
| Onderdeel    | Goud                 | Goud | Zilver              | Zilver | Brons               | Brons |
| ------------ | -------------------- | ---- | ------------------- | ------ | ------------------- | ----- |
| Combinatie   | Aksel Lund Svindal   | NOR  | Christof Innerhofer | ITA    | Peter Fill          | ITA   |
| Afdaling     | Erik Guay            | CAN  | Didier Cuche        | SUI    | Christof Innerhofer | ITA   |
| Reuzenslalom | Ted Ligety           | USA  | Cyprien Richard     | FRA    | Philipp Schörghofer | AUT   |
| Slalom       | Jean-Baptiste Grange | FRA  | Jens Byggmark       | SWE    | Manfred Mölgg       | ITA   |
| Super G      | Christof Innerhofer  | ITA  | Hannes Reichelt     | AUT    | Ivica Kostelić      | CRO   |

### Vrouwen
| Onderdeel    | Goud            | Goud | Zilver            | Zilver | Brons                 | Brons |
| ------------ | --------------- | ---- | ----------------- | ------ | --------------------- | ----- |
| Combinatie   | Anna Fenninger  | AUT  | Tina Maze         | SLO    | Anja Pärson           | SWE   |
| Afdaling     | Elisabeth Görgl | AUT  | Lindsey Vonn      | USA    | Maria Riesch          | GER   |
| Reuzenslalom | Tina Maze       | SLO  | Federica Brignone | ITA    | Tessa Worley          | FRA   |
| Slalom       | Marlies Schild  | AUT  | Kathrin Zettel    | AUT    | Maria Pietilä-Holmner | SWE   |
| Super G      | Elisabeth Görgl | AUT  | Julia Mancuso     | USA    | Maria Riesch          | GER   |

### Gemengd
| Onderdeel       | Goud                                                                                            | Goud | Zilver                                                                                              | Zilver | Brons                                                                            | Brons |
| --------------- | ----------------------------------------------------------------------------------------------- | ---- | --------------------------------------------------------------------------------------------------- | ------ | -------------------------------------------------------------------------------- | ----- |
| Landenwedstrijd | Taïna Barioz Anémone Marmottan Tessa Worley Gauthier de Tessières Thomas Fanara Cyprien Richard | FRA  | Anna Fenninger Michaela Kirchgasser Marlies Schild Romed Baumann Benjamin Raich Philipp Schörghofer | AUT    | Sara Hector Anja Pärson Maria Pietilä-Holmner Axel Bäck Hans Olsson Matts Olsson | SWE   |

### Medailleklassement
| Plaats | Land             | Goud | Zilver | Brons | Totaal |
| 1      | Oostenrijk       | 4    | 3      | 1     | 8      |
| 2      | Frankrijk        | 2    | 1      | 1     | 4      |
| 3      | Italië           | 1    | 2      | 3     | 6      |
| 4      | Verenigde Staten | 1    | 2      | 0     | 3      |
| 5      | Slovenië         | 1    | 1      | 0     | 2      |
| 6      | Canada           | 1    | 0      | 0     | 1      |
| 6      | Noorwegen        | 1    | 0      | 0     | 1      |
| 8      | Zweden           | 0    | 1      | 3     | 4      |
| 9      | Zwitserland      | 0    | 1      | 0     | 1      |
| 10     | Duitsland        | 0    | 0      | 2     | 2      |
| 11     | Kroatië          | 0    | 0      | 1     | 1      |
| Totaal | Totaal           | 11   | 11     | 11    | 33     |

## Uitslagen

### Combinatie
| Mannen | Mannen              | Mannen | Mannen  |
| #      | Naam                | Land   | Tijd    |
| ------ | ------------------- | ------ | ------- |
| Goud   | Aksel Lund Svindal  | NOR    | 2.54,51 |
| Zilver | Christof Innerhofer | ITA    | + 1,01  |
| Brons  | Peter Fill          | ITA    | + 1,90  |
| 4      | Benjamin Raich      | AUT    | + 2,17  |
| 5      | Ondrej Bank         | CZE    | + 2,39  |
| 6      | Paolo Pangrazzi     | ITA    | + 2,84  |
| 7      | Lars Elton Myhre    | NOR    | + 2,99  |
| 8      | Natko Zrnčić-Dim    | CRO    | + 3,20  |
| 9      | Andreas Romar       | FIN    | + 3,54  |
| 10     | Kjetil Jansrud      | NOR    | + 3,91  |

| Vrouwen | Vrouwen                 | Vrouwen | Vrouwen |
| #       | Naam                    | Land    | Tijd    |
| ------- | ----------------------- | ------- | ------- |
| Goud    | Anna Fenninger          | AUT     | 2.43,23 |
| Zilver  | Tina Maze               | SLO     | + 0,09  |
| Brons   | Anja Pärson             | SWE     | + 0,27  |
| 4       | Dominique Gisin         | SUI     | + 0,67  |
| 5       | Elisabeth Görgl         | AUT     | + 0,89  |
| 6       | Denise Feierabend       | SUI     | + 1,28  |
| 7       | Julia Mancuso           | USA     | + 1,33  |
| 8       | Johanna Schnarf         | ITA     | + 1,36  |
| 9       | Maruša Ferk             | SLO     | + 1,77  |
| 10      | Lotte Smiseth Sejersted | NOR     | + 1,79  |

### Afdaling
| Mannen | Mannen              | Mannen | Mannen  |
| #      | Naam                | Land   | Tijd    |
| ------ | ------------------- | ------ | ------- |
| Goud   | Erik Guay           | CAN    | 1.58,41 |
| Zilver | Didier Cuche        | SUI    | + 0,32  |
| Brons  | Christof Innerhofer | ITA    | + 0,76  |
| 4      | Romed Baumann       | AUT    | + 1,10  |
| 5      | Aksel Lund Svindal  | NOR    | + 1,42  |
| 6      | Andrej Sporn        | SLO    | + 1,84  |
| 7      | Michael Walchhofer  | AUT    | + 1,87  |
| 8      | Johan Clarey        | FRA    | + 1,94  |
| 9      | Beat Feuz           | SUI    | + 2,06  |
| 10     | Ambrosi Hoffmann    | SUI    | + 2,07  |

| Vrouwen | Vrouwen            | Vrouwen | Vrouwen |
| #       | Naam               | Land    | Tijd    |
| ------- | ------------------ | ------- | ------- |
| Goud    | Elisabeth Görgl    | AUT     | 1.47,24 |
| Zilver  | Lindsey Vonn       | USA     | + 0,44  |
| Brons   | Maria Riesch       | GER     | + 0,60  |
| 4       | Lara Gut           | SUI     | + 0,94  |
| 5       | Tina Maze          | SLO     | + 0,98  |
| 6       | Julia Mancuso      | USA     | + 1,06  |
| 7       | Daniela Merighetti | ITA     | + 1,42  |
| 8       | Dominique Gisin    | SUI     | + 1,46  |
| 9       | Andrea Fischbacher | AUT     | + 1,62  |
| 10      | Laurenne Ross      | USA     | + 1,63  |

### Reuzenslalom
| Mannen | Mannen                | Mannen | Mannen  |
| #      | Naam                  | Land   | Tijd    |
| ------ | --------------------- | ------ | ------- |
| Goud   | Ted Ligety            | USA    | 2.10,56 |
| Zilver | Cyprien Richard       | FRA    | + 0,08  |
| Brons  | Philipp Schörghofer   | AUT    | + 0,43  |
| 4      | Aksel Lund Svindal    | NOR    | + 0,49  |
| 5      | Kjetil Jansrud        | NOR    | + 0,73  |
| 6      | Thomas Fanara         | FRA    | + 0,76  |
| 7      | Carlo Janka           | SUI    | + 0,92  |
| 8      | Didier Cuche          | SUI    | + 0,93  |
| 9      | Gauthier de Tessières | FRA    | + 0,94  |
| 10     | Marcus Sandell        | FIN    | + 1,10  |

| Vrouwen | Vrouwen                 | Vrouwen | Vrouwen |
| #       | Naam                    | Land    | Tijd    |
| ------- | ----------------------- | ------- | ------- |
| Goud    | Tina Maze               | SLO     | 2.20,54 |
| Zilver  | Federica Brignone       | ITA     | + 0,09  |
| Brons   | Tessa Worley            | FRA     | + 0,48  |
| 4       | Denise Karbon           | ITA     | + 0,74  |
| 5       | Viktoria Rebensburg     | GER     | + 0,88  |
| 6       | Manuela Mölgg           | ITA     | + 0,89  |
| 7       | Jessica Lindell-Vikarby | SWE     | + 1,01  |
| 8       | Marlies Schild          | AUT     | + 1,20  |
| 9       | Anja Pärson             | SWE     | + 1,21  |
| 10      | Taïna Barioz            | FRA     | + 1,25  |
| 10      | Elisabeth Görgl         | AUT     | + 1,25  |

### Slalom
| Mannen | Mannen               | Mannen | Mannen  |
| #      | Naam                 | Land   | Tijd    |
| ------ | -------------------- | ------ | ------- |
| Goud   | Jean-Baptiste Grange | FRA    | 1.41,72 |
| Zilver | Jens Byggmark        | SWE    | + 0,43  |
| Brons  | Manfred Mölgg        | ITA    | + 0,61  |
| 4      | Mario Matt           | AUT    | + 0,82  |
| 5      | Julien Cousineau     | CAN    | + 0,87  |
| 6      | Naoki Yuasa          | JPN    | + 0,96  |
| 7      | Cristian Deville     | ITA    | + 1,06  |
| 8      | Ivica Kostelić       | CRO    | + 1,16  |
| 9      | Manfred Pranger      | AUT    | + 1,31  |
| 10     | André Myhrer         | SWE    | + 1,50  |

| Vrouwen | Vrouwen               | Vrouwen | Vrouwen |
| #       | Naam                  | Land    | Tijd    |
| ------- | --------------------- | ------- | ------- |
| Goud    | Marlies Schild        | AUT     | 1.45,79 |
| Zilver  | Kathrin Zettel        | AUT     | + 0,34  |
| Brons   | Maria Pietilä-Holmner | SWE     | + 0,65  |
| 4       | Maria Riesch          | GER     | + 1,34  |
| 5       | Tina Maze             | SLO     | + 1,76  |
| 6       | Manuela Mölgg         | ITA     | + 1,86  |
| 6       | Tanja Poutiainen      | FIN     | + 1,86  |
| 8       | Frida Hansdotter      | SWE     | + 2,05  |
| 9       | Nastasia Noens        | FRA     | + 2,39  |
| 10      | Veronika Zuzulová     | SVK     | + 2,40  |

### Super-G
| Mannen | Mannen              | Mannen | Mannen  |
| #      | Naam                | Land   | Tijd    |
| ------ | ------------------- | ------ | ------- |
| Goud   | Christof Innerhofer | ITA    | 1.38,31 |
| Zilver | Hannes Reichelt     | AUT    | + 0,60  |
| Brons  | Ivica Kostelić      | CRO    | + 0,72  |
| 4      | Didier Cuche        | SUI    | + 1,03  |
| 5      | Benjamin Raich      | AUT    | + 1,34  |
| 6      | Romed Baumann       | AUT    | + 1,48  |
| 7      | Carlo Janka         | SUI    | + 1,72  |
| 8      | Werner Heel         | ITA    | + 1,82  |
| 9      | Peter Fill          | ITA    | + 2,03  |
| 10     | Adrien Théaux       | FRA    | + 2,13  |

| Vrouwen | Vrouwen            | Vrouwen | Vrouwen |
| #       | Naam               | Land    | Tijd    |
| ------- | ------------------ | ------- | ------- |
| Goud    | Elisabeth Görgl    | AUT     | 1.23,82 |
| Zilver  | Julia Mancuso      | USA     | + 0,05  |
| Brons   | Maria Riesch       | GER     | + 0,21  |
| 4       | Lara Gut           | SUI     | + 0,44  |
| 5       | Anna Fenninger     | AUT     | + 0,82  |
| 6       | Elena Curtoni      | ITA     | + 0,83  |
| 7       | Lindsey Vonn       | USA     | + 0,84  |
| 8       | Fabienne Suter     | SUI     | + 0,93  |
| 9       | Daniela Merighetti | ITA     | + 1,17  |
| 10      | Anja Pärson        | SWE     | + 1,24  |

### Landenwedstrijd
| 1e ronde | 1e ronde         | 1e ronde |  |  | Kwartfinale | Kwartfinale      | Kwartfinale |  |  | Halve finale | Halve finale | Halve finale |  |           | Finale    | Finale     | Finale |
|          |                  |          |  |  |             |                  |             |  |  |              |              |              |  |           |           |            |        |
| 1        | Oostenrijk       |          |  |  |             |                  |             |  |  |              |              |              |  |           |           |            |        |
|          | bye              |          |  |  | 1           | Oostenrijk       | 3           |  |  |              |              |              |  |           |           |            |        |
| 9        | Canada           | 2        |  |  | 8           | Kroatië          | 2           |  |  |              |              |              |  |           |           |            |        |
| 8        | Kroatië          | 3        |  |  |             |                  |             |  |  | 1            | Oostenrijk   | 4            |  |           |           |            |        |
| 5        | Verenigde Staten |          |  |  |             |                  |             |  |  | 4            | Italië       | 0            |  |           |           |            |        |
|          | bye              |          |  |  | 5           | Verenigde Staten | 1           |  |  |              |              |              |  |           |           |            |        |
|          | bye              |          |  |  | 4           | Italië           | 3           |  |  |              |              |              |  |           |           |            |        |
| 4        | Italië           |          |  |  |             |                  |             |  |  |              |              |              |  |           | 1         | Oostenrijk | 2      |
| 3        | Frankrijk        |          |  |  |             |                  |             |  |  |              |              |              |  |           | 3         | Frankrijk  | 3      |
|          | bye              |          |  |  | 3           | Frankrijk        | 3           |  |  |              |              |              |  |           |           |            |        |
| 11       | Slowakije        | 0        |  |  | 6           | Duitsland        | 2           |  |  |              |              |              |  |           |           |            |        |
| 6        | Duitsland        | 4        |  |  |             |                  |             |  |  | 3            | Frankrijk    | 3            |  |           |           |            |        |
| 7        | Zweden           | 3        |  |  |             |                  |             |  |  | 7            | Zweden       | 2            |  |           |           |            |        |
| 10       | Tsjechië         | 1        |  |  | 7           | Zweden           | 4           |  |  |              |              |              |  | 3e plaats | 3e plaats | 3e plaats  |        |
|          | bye              |          |  |  | 2           | Zwitserland      | 0           |  |  |              |              |              |  |           | 4         | Italië     | 0      |
| 2        | Zwitserland      |          |  |  |             |                  |             |  |  |              |              |              |  |           | 7         | Zweden     | 4      |